# Fludiazepam
Il fludiazepam (venduto con il nome commerciale di Erispan) è uno psicofarmaco appartenente alla categoria delle benzodiazepine, che possiede proprietà ansiolitiche, anticonvulsivanti, sedative e miorilassanti scheletriche. Il fludiazepam si accumula principalmente nella corteccia e nel talamo.

## Proprietà farmacologiche

### Anticonvulsivanti
Il fludiazepam per prevenire le convulsioni o per ridurne la gravità.

### Rilassanti muscolari
Il fludiazepam, per le sue proprietà miorilassanti scheletriche, viene utilizzato per trattare gli spasmi muscolari e vari problemi di immobilità associati a stiramenti, distorsioni e lesioni alla schiena e, in misura minore, lesioni al collo.

### Ansiolitiche
Il fludiazepam viene utilizzato per alleviare l'ansia, la tensione e i disturbi d'ansia, promuove la sedazione e ha un effetto calmante senza alterare la chiarezza della coscienza o le condizioni neurologiche. I beta-antagonisti adrenergici sono comunemente usati nel trattamento sintomatico dell'ansia ma non sono qui inclusi.

## Meccanismo d'azione
Il fludiazepam ha un'azione simile al diazepam, ma si lega con un'affinità quattro volte maggiore ai recettori delle benzodiazepine rispetto al diazepam.